# Phileros (Toreut)
Phileros war ein antiker römischer Toreut (Metallhandwerker), der gegen Ende des 1. Jahrhunderts v. Chr. oder zu Beginn des 1. Jahrhunderts in Kampanien tätig war.
Phileros ist heute nur noch aufgrund seines auf einer Bronzekasserolle erhaltenen Signaturstempels bekannt. Diese wurde bei der Arche in Mainz im Rhein gefunden und befindet sich heute im Rheinischen Landesmuseum in Trier. Die Signatur lautet schlicht lateinisch PHILEROTI.

## Einzelbelege
1. ↑  Inventarnummer R 5946; Richard Petrovszky: Studien zu römischen Bronzegefäßen mit Meisterstempeln. Leidorf, Buch am Erlbach 1993, S. 287, Nr. P.06.01; CIL 13, 10027,035

| Personendaten    | Personendaten                              |
| ---------------- | ------------------------------------------ |
| NAME             | Phileros                                   |
| KURZBESCHREIBUNG | antiker römischer Toreut                   |
| GEBURTSDATUM     | 1. Jahrhundert v. Chr.                     |
| STERBEDATUM      | 1. Jahrhundert v. Chr. oder 1. Jahrhundert |